# Manwantara

Manwantara w skali logarytmicznej

Manwantara (dewanagari मन्वन्तर, ang. Manvantara) – w hinduizmie przedział czasu odpowiadający długości życia Manu, praojca ludzkości.
Manwantara trwa 1/14 część dnia Brahmy (czyli kalpy). W czasie obecnej manwantary obowiązki Manu pełni Waiwaswata.